# Пономарёво (Невельский район)
Пономарёво (местные жители называют Понома́рьево) — деревня в Невельском районе Псковской области России. Входит в состав Усть-Долысской волости.

## География
Расположена на северо-восточном прибрежье озера Долысского, в 36 км к северо-западу от райцентра, города Невель, и в 9 км к западу от бывшего волостного центра, деревни Трехалёво.

## Население
| 2001 | 2002 | 2010 |
| ---- | ---- | ---- |
| 30   | ↘23  | ↘17  |

Численность населения деревни по оценке на начало 2001 года составляла 30 человек.

## История
С января 1995 до апреля 2015 года деревня входила в состав ныне упразднённой Трехалёвской волости.